# Cleora perstricta
Cleora perstricta är en fjärilsart som beskrevs av Louis Beethoven Prout 1934. Cleora perstricta ingår i släktet Cleora och familjen mätare. Inga underarter finns listade i Catalogue of Life.